# Най-непохватната вещица (сериал)
Най-непохватната вещица е британски телевизионен сериал на телевизията ITV. Историята е за група млади вещици, които учат в училище за вълшебство и е базирана на едноименната история от Джил Мърфи.
На 2 ноември 2014 г. е обявено, че BBC работят по нов сезон.

## Сюжет
Сериалът разказва историята на 12-годишната Милдред Хъбъл, добродушно тромаво момиче, което не търси неприятности. Милдред отива да учи в академията за вълшебство „Какъл“. Там се запознава с новите си най-добри приятелки, с които прекарва всяко свободно време. Освен мили съученици и учители, Милдред се запознава и две непоносими ученички и суровата учителка по отвари госпожица Хардбрум. В по-късните епизоди се среща и злата сестра близначка на Амелия Какъл – Агата Какъл, която заедно с приятелките си вещици искат да завземат академията.

## Герои

### Ученици
- Милдред Хъбъл (Бела Рамзи) – главният персонаж в сериала
- Етел Халоу (Фелисити Джоунс) – отличничка, идва от известно вещерско семейство. Ненавижда Милдред.
- Мод Спелбоди  (Ема Браун) – една от най-добрите приятелки на Милдред в академията
- Инид Найтшейд (Тамара Смарт ) – друга от приятелките на Милдред, която се появява по-късно в сериала
- Друсила Падък (Холи Ривърс) – единствената приятелка на Етел Халоу
- Руби Черитри (Джоана Дайс) – Мили и Етел не са приятелки . Милдред се опитва да се сприятели с Етел, но Етел винаги се държи ужасно с нея,прави ѝ номера , опитва се да я провали и след всичко това Мили още се държи добре с нея

### Учители
- Госпожица Амелия Какъл (Клеър Колтър) – директор на академията
- Госпожица Констанс Хардбрум (Кейт Душен) – строга преподавателка по отвари
- Госпожица Имоджин Дрил (Клеър Портър) – преподавателка по физическо възпитание и спорт
- Госпожица Давина Бат (Уна Стабс) – екстравагантна преподавателка по музика

### Второстепенни герои
- Фенела Фийвърфю
- Беатрис Бънч - обича да готви , загубила е майка си
- Кларис Туиг - много е умна
- Сибил Халоу- моята любима, тя е сестра с ужасната Етел и винаги е притеснена .
- Мис Тапиока- тя е готвачка в сериала, също така и майка на Мейбъл
- Мейбъл Тапиока
- Азура Муун- тя има тъмно минало е по-точно майка ѝ, Индиго Муун . Нейна приятелка си пожела тя да има магически сили затова Азура е вещица. Инди беше се превърнала в камък но я спасиха след дългите 30 години .Тя се сприятели с Милдред , докато не дойде рождения ден когато дойде рождения ден на Индиго Муун тя порасна с 30 години.

- Изабел Джонс-изабел джонс няма магическа дарба но след като Милдред обеди Мис Какъл да приема в училището, момичета които не са от магичен произход тя се появи на края на сезона се оказва че Милдред и Изи са нещо като Сестри.